# Krzysztof Marlicz
Krzysztof Jan Marlicz (ur. 12 grudnia 1935 w Aleksandrowie Kujawskim, zm. 4 sierpnia 2014 w Szczecinie) – polski lekarz i nauczyciel akademicki, profesor nauk medycznych, specjalista w zakresie gastroenterologii, rektor Pomorskiej Akademii Medycznej w Szczecinie (1996–2002).

## Życiorys
Studiował przez dwa lata biologię na Uniwersytecie Mikołaja Kopernika w Toruniu, po czym przeniósł się na studia lekarskie do Akademii Medycznej im. Karola Marcinkowskiego w Poznaniu, które ukończył w 1958. Uzyskiwał następnie stopnie doktora i doktora habilitowanego nauk medycznych. W 1987 otrzymał tytuł profesora nauk medycznych. Zawodowo związany z Pomorską Akademią Medyczną w Szczecinie (przekształconą w 2010 w Pomorski Uniwersytet Medyczny). Był kierownikiem Katedry i Kliniki Gastroenterologii, a w latach 1996–2002 (przez dwie kadencje) pełnił funkcję rektora tej uczelni. Specjalizował się w chorobach wewnętrznych i gastroenterologii. W pracy naukowej zajmował się m.in. aspektami onkologicznymi przewodu pokarmowego, a także schorzeniami układu trawienia. W latach 1994–1996 był prezesem Polskiego Towarzystwa Gastroenterologii.
Został pochowany 12 sierpnia 2014 na cmentarzu Centralnym w Szczecinie (kw. 58B/2/1). W 2017 jego imieniem nazwano ulicę w Szczecinie.

## Odznaczenia
- Krzyż Oficerski Orderu Odrodzenia Polski (2003)[6]
- Krzyż Komandorski Orderu Odrodzenia Polski (2010)[7]